# Aconitum sajanense
Aconitum sajanense là một loài thực vật có hoa trong họ Mao lương. Loài này được Kuminova mô tả khoa học đầu tiên năm 1939.

## Hình ảnh

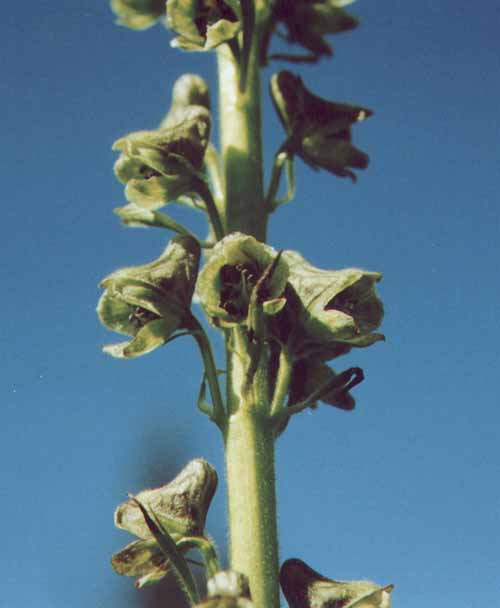
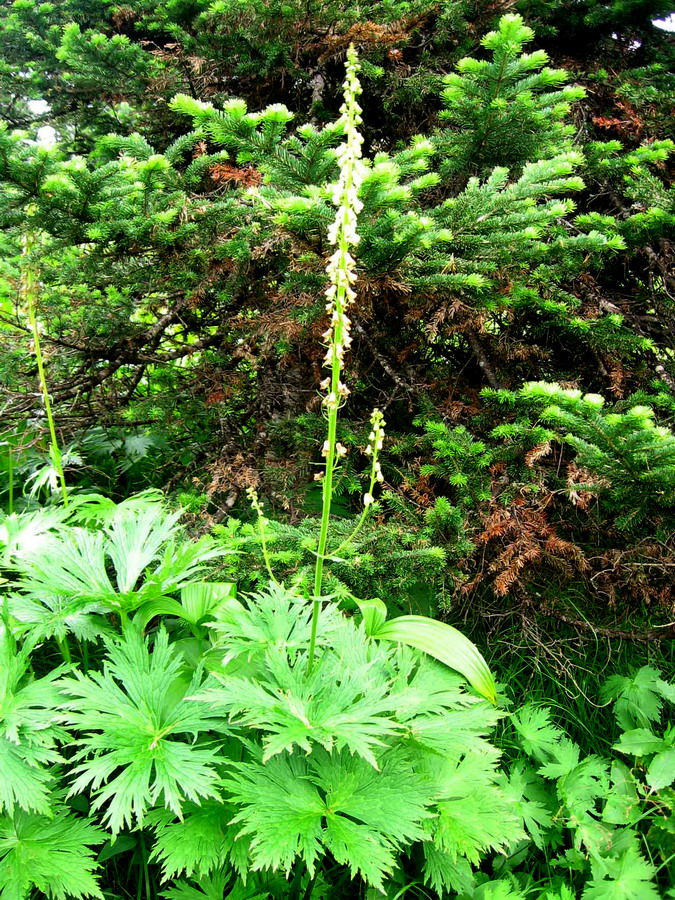